# Monsieur est servi
Monsieur est Servi (花右京メイド隊, Hanaukyō meido tai) est un shōnen manga de Morishige.

Publié en français chez Taifu Comics sous le nom de Monsieur est Servi et compte quatorze volumes au total.

Adapté en série animée de douze épisodes de vingt-cinq minutes par le studio Geneon Entertainment. La série animée est disponible en France en DVD édités par Taifu Video.

## Synopsis
Le jeune Tarō Hanaukyō vient de perdre sa mère et doit aller vivre chez son grand-père qu'il n'a encore jamais vu. En chemin, il rencontre une jeune femme qui prétend être sa servante. Elle lui remet une lettre lui affirmant qu'il est l'heureux possesseur du château. Il décide de s'y rendre et découvre des milliers de soubrettes prêtes à lui rendre la vie plus facile. Il possède des soubrettes pour tous les services de sa maison (sécurité, restauration, surveillance rapprochée...).

## Personnages principaux
- Tarō Hanaukyō : Le maître de maison de la famille Hanaukyō. C'est le personnage centrale de la série. Pas très doué, c'est pourtant un héros au grand cœur qui tient beaucoup à ses soubrettes.
- Mariel : La soubrette attitrée de notre cher Taro. Elle est d'une beauté renversante. Pourtant cette fille, fécondée in-vitro, est juste programmée depuis toujours pour le servir.
- Konoe Tsurugi : Responsable du service de sécurité, Konoe est aux premiers abords froide et stricte mais c'est une personne qui fait tout pour protéger son maître des dangers qui l'entourent, quitte à l'empêcher de sortir.
- Sanae Yashima : Adjointe de Konoe Tsuruhi, elle a un petit penchant pour sa chef. Elle ne vit que pour elle, et à la moindre occasion, elle espère se faire remarquer et recevoir une « récompense ».
- Ikuyo Suzuki : Responsable du service mécanique et du laboratoire, Ikuyo a tout de la scientifique déjantée. Elle passe son temps à inventer des gadgets plutôt inutiles en apparence, mais auxquels elle trouve toujours une utilité.
- Ryuka Jihiō : Riche héritière de la famille Jihiō, son père lui impose de devenir l'épouse de Taro Hanaukyō si elle veut devenir chef de la famille Jihiō. C'est dans ce contexte qu'elle se présente au château de Tarō, et qu'elle exige qu'il l'épouse. Malheureusement Mariel joue la rivale aux dents longues.
- Cynthia Landlavizar : Petite soubrette au service de Taro, Cynthia cache un lourd passé. Cynthia représente la petite fillette pure et innocente. Elle ne parle pas et est toujours collée à Mariel.
- Grace: Elle est la seconde personnalité de Cynthia. Elle est un génie de l'informatique. Elle est responsable du développement de Memol, l'intelligence artificielle de la famille Hanaukyō.

## Manga
- Mangaka : Morishige
- Édition japonaise : Akita Shoten
  - Nombre de volumes sortis : 14 (terminé)
  - Date de première parution : 2000
- Édition française : Taifu Comics (collection « Taifu Ecchi »)
  - Nombre de volumes sortis : 14 (terminé)
  - Date de première publication : avril 2005
  - Format : 11,5×17 cm

## Anime

### Liste des épisodes
- Épisode 1 : Bienvenue, Maître
- Épisode 2 : Match en 10 rounds
- Épisode 3 : Cynthia et Grace
- Épisode 4 : Konoe, en marche !
- Épisode 5 : Le retour de Ryûka
- Épisode 6 : Tournoi « Budget baseball »
- Épisode 7 : Créature non identifiée
- Épisode 8 : La fille à la voiture décapotable
- Épisode 9 : Premier rencard
- Épisode 10 : Blue Silent Bell
- Épisode 11 : Intrusion
- Épisode 12 : Sourire sincère

## Doublage
| Personnages      | Voix japonaises  | Voix françaises     |
| ---------------- | ---------------- | ------------------- |
| Tarô Hanaukyo    | Yuki Kaida       | Benoît DuPac        |
| Mariel           | Rie Tanaka       | Agnès Manoury       |
| Citron           | Kozue Yoshizumi  | Adeline Moreau      |
| Marron           | Mai Kadowaki     | Caroline Combes     |
| Sanae            | Akeno Watanabe   | Catherine Cipan     |
| Shikoin          | Yuriko Yamaguchi | Agnès Manoury       |
| Cynthia/Grace    | Tomoko Kaneda    | Catherine Desplaces |
| Ikuyo Suzuki     | Moyu Arishima    | Chantal Baroin      |
| Hokusai Hanaukyo | Eiji Takemoto    | Cyrille Monge       |
| Melon            | Yūya Yoshikawa   | Géraldine Adams     |
| Konoe            | Akiko Hiramatsu  | Valérie Nosrée      |
| Mère de Cynthia  | Chie Sawaguchi   | Marie Zidi          |